# Milaine Thériault
 (novembre 2020).
Milaine Thériault, née le 14 novembre 1973 à Moncton, est une athlète skieuse de fond canadienne et médaillée olympique en ski de fond.

## Biographie
Milaine Thériault est originaire de Saint-Quentin au Nouveau-Brunswick. 

### Carrière sportive olympique en ski de fond
Milaine Thériault est la première Néo-brunswickoise à représenter la province à trois éditions des Jeux olympiques d'hiver, en 1998 à Nagano, en 2002 à Salt Lake City et en 2006 à Turin.
Elle est championne canadienne séniore à quatre reprises. Elle monte sur le podium à la Coupe du monde en 2001, gagnant la deuxième place avec l'équipe féminine du relais 4 x 5 km. Elle fait partie de l'équipe nationale durant 12 ans.
Elle se retire de sa carrière d'athlète en 2006 et est depuis planificatrice financière[réf. souhaitée]. Elle est intronisée au temple de la renommée sportive du Nouveau-Brunswick en 2012[réf. nécessaire].
Dans un entretien à Radio-Canada, elle dit : « Je crois qu’il y a du talent. Ce n’est pas parce que c’est une petite province qu’il n’aura pas de talent ». Elle fait allusion au fait qu’elle n’était pas une athlète hors norme, c’est-à-dire qu’elle n’était pas nécessairement meilleure que d’autres athlètes lors de son parcours à un jeune âge. Elle croit aussi qu’avec beaucoup de persévérance et d’effort, les jeunes athlètes du Nouveau-Brunswick peuvent aussi réaliser le rêve olympique, tout comme elle, bien qu'ils soient issus d'une petite province comme elle l'a été. 

### Vie privée
Le fils de Milaine Thériault, Xavier McKeever, a été élevé dans une famille d'athlètes olympiques (son père est l'athlète Robin McKeever). Il est, lui aussi, un adepte de ski de fond, un des plus jeunes de sa discipline, qui a participé à sa première compétition à 14 ans,. Milaine Thériault a dit avoir inscrit Xavier à plusieurs sports lors de son enfance, afin qu’il trouve lui-même la discipline qui lui conviendrait. En 2020, le fondeur fait partie de l’équipe junior nationale du Canada et se démarque à l’échelle internationale.